# レモンドロップキッド
レモンドロップキッド（Lemon Drop Kid、1996年5月26日 - 2024年12月）はアメリカ合衆国の競走馬・種牡馬。主な勝ち鞍は1998年のフューチュリティステークス、1999年のベルモントステークス、トラヴァーズステークス、2000年のホイットニーハンデキャップ、ウッドワードステークス。
2000年のエクリプス賞最優秀古牡馬に選出された。

## 経歴
- 特記事項なき場合、本節の出典はEQIBASE[1]

1998年7月12日、ベルモントパーク競馬場でのメイドン競走でデビューし、ハナ差2着。2戦目をクビ差制して初勝利を挙げる。アローワンス競走3着を挟んで出走のフューチュリティステークスではイエスイッツトゥルーを半馬身差下して、重賞初勝利をG1競走で達成する。続く2走、シャンペンステークス2着、ブリーダーズカップ・ジュヴェナイルはアンサーライヴリーの5着に終わって2歳戦を終える。3歳時は2月のアローワンス競走で始動して1着となりアメリカクラシック三冠路線に向かうが、前哨戦のブルーグラスステークス5着。三冠第一冠のケンタッキーダービーはカリズマティックの9着に終わる。プリークネスステークスには出ずピーターパンステークスに回って3着となり、ベルモントステークスに駒を進める。ベルモントステークスではプリークネスステークスも制して三冠に手をかけていたカリズマティックが1番人気、続いてメニフィーと牝馬シルヴァービュレットデイが人気を集める中で人気は少なく迎えられたが、レースでは直線入口で先行したシルヴァービュレットデイと入れ替わる形で先頭に立ってカリズマティックをも抜き去り、追ってきた2着ヴィジョンアンドヴァースをアタマ差おさえて勝利。カリズマティックはゴール前で故障し3着に終わって三冠を逸した。次走のジムダンディステークスを2着とし、トラヴァーズステークスでは再びヴィジョンアンドヴァースを退けてG1競走3勝目を挙げる。秋2戦はジョッキークラブゴールドカップステークス5着、ブリーダーズカップ・クラシック6着に終わった。
4歳となった2000年、初戦となったワイドナーハンデキャップで1位入線も最下位の4着に降着。アローワンス競走1着同着ののち、主戦がホセ・サントスからエドガー・プラードに交代するが、これは馬主サイドが「サントスは後方からレースを進める騎乗スタイルだが、今ではプラードの乗り方の方が合って、馬にもプラスになるのではないか」という判断によるものであった。プラードに乗り替わっての初戦ピムリコスペシャルハンデキャップではゴールデンミサイルの3着だったが、続くブルックリンハンデキャップで久しぶりの勝利を挙げるとサバーバンハンデキャップ、ホイットニーハンデキャップ、そしてウッドワードステークスも勝ってG1競走2勝を含む重賞4連勝を達成した。この間、2000年限りでの引退と2001年からの種牡馬入りが発表される。その後は前年同様にジョッキークラブゴールドカップステークスと引退レースとなるブリーダーズカップ・クラシックに出走も2戦とも5着に終わって、予定通りに引退。それでも、2000年のエクリプス賞の最優秀古牡馬部門に選ばれた。

## 競走成績
以下の内容は、EQIBASEの情報および記載法に基づく。
| 出走日     | 競馬場                 | 競走名                             | 格 | 距離   | 頭数 | 枠番 (PP) | 馬番 (Pgm) | 着順 | 騎手            | 斤量（lb./kg換算） | タイム  | 着差/タイム差 | 勝ち馬/（2着）馬     |
| ---------- | ---------------------- | ---------------------------------- | -- | ------ | ---- | --------- | ---------- | ---- | --------------- | ------------------ | ------- | ------------- | -------------------- |
| 1998.07.12 | ベルモントパーク       | メイドン                           |    | ダ5.5f | 9    | 9         | 10         | 2着  | J. サントス     | 115/52             |         | （ハナ）      | Treasure Island      |
| 0000.08.01 | サラトガ               | メイドン                           |    | ダ6f   | 10   | 2         | 2          | 1着  | J. サントス     | 116/52.5           | 1:10.91 | クビ          | （Arrested）         |
| 0000.08.21 | サラトガ               | アローワンス                       |    | ダ7f   | 5    | 4         | 4          | 3着  | J. サントス     | 116/52.5           |         | （13馬身1/2） | Menifee              |
| 0000.09.20 | ベルモントパーク       | フューチュリティS                  | G1 | ダ8f   | 5    | 5         | 5          | 1着  | J. ヴェラスケス | 122/55.5           | 1:37.50 | 1/2馬身       | （Yes It's True）    |
| 0000.10.10 | ベルモントパーク       | シャンペンS                        | G1 | ダ8.5f | 7    | 3         | 2          | 2着  | J. ヴェラスケス | 122/55.5           |         | （2馬身3/4）  | The Groom Is Red     |
| 0000.11.07 | チャーチルダウンズ     | ブリーダーズカップ・ジュヴェナイル | G1 | ダ8.5f | 13   | 2         | 5          | 5着  | J. ヴェラスケス | 122/55.5           |         | （6馬身1/2）  | Answer Lively        |
| 1999.02.27 | ガルフストリームパーク | アローワンス                       |    | ダ8.5f | 6    | 2         | 2          | 1着  | J. ヴェラスケス | 119/54             | 1:44.75 | 3馬身1/2      | （Cryptodiplomacy）  |
| 0000.04.10 | キーンランド           | ブルーグラスS                      | G2 | ダ9f   | 8    | 5         | 5          | 5着  | J. ヴェラスケス | 123/55.5           |         | （5馬身3/4）  | Menifee              |
| 0000.05.01 | チャーチルダウンズ     | ケンタッキーダービー               | G1 | ダ10f  | 19   | 19        | 18f        | 9着  | J. サントス     | 126/57             |         | （5馬身1/2）  | Charismatic          |
| 0000.05.23 | ベルモントパーク       | ピーターパンS                      | G2 | ダ9f   | 9    | 6         | 6          | 3着  | J. サントス     | 120/54.5           |         | （2馬身1/2）  | Best of Luck         |
| 0000.06.07 | ベルモントパーク       | ベルモントS                        | G1 | ダ12f  | 12   | 6         | 6          | 1着  | J. サントス     | 126/57             | 2:27.88 | アタマ        | （Vision and Verse） |
| 0000.08.08 | サラトガ               | ジムダンディS                      | G2 | ダ9f   | 7    | 5         | 5          | 2着  | J. サントス     | 124/56             |         | （5馬身1/4）  | Ecton Park           |
| 0000.08.28 | サラトガ               | トラヴァーズS                      | G1 | ダ10f  | 8    | 6         | 6          | 1着  | J. サントス     | 126/57             | 2:02.19 | 3/4馬身       | （Vision and Verse） |
| 0000.10.10 | ベルモントパーク       | ジョッキークラブ金杯               | G1 | ダ10f  | 8    | 7         | 7          | 5着  | J. サントス     | 121/55             |         | （9馬身1/4）  | River Keen           |
| 0000.11.06 | ガルフストリームパーク | ブリーダーズカップ・クラシック     | G1 | ダ10f  | 14   | 11        | 11         | 6着  | J. サントス     | 122/55.5           |         | （4馬身1/2）  | Cat Thief            |
| 2000.03.18 | ガルフストリームパーク | ワイドナーH                        | G3 | ダ9f   | 4    | 3         | 4          | 4着  | J. サントス     | 119/54             |         | （降着）      | Blazing Sword        |
| 0000.04.15 | アケダクト             | アローワンス                       |    | ダ9f   | 5    | 4         | 5          | 1着  | J. サントス     | 122/55.5           | 1:49.33 | 同着          | （End of the Road）  |
| 0000.05.13 | ピムリコ               | ピムリコスペシャルH                | G1 | ダ9.5f | 8    | 4         | 4          | 3着  | E. プラード     | 120/54.5           |         | （2馬身）     | Golden Missile       |
| 0000.06.11 | ベルモントパーク       | ブルックリンH                      | G2 | ダ9f   | 7    | 4         | 4          | 1着  | E. プラード     | 120/54.5           | 1:49.93 | 7馬身1/4      | （Lager）            |
| 0000.07.04 | ベルモントパーク       | サバーバンH                        | G2 | ダ10f  | 6    | 2         | 2          | 1着  | E. プラード     | 122/55.5           | 1:58.97 | 2馬身1/2      | （Behrens）          |
| 0000.08.06 | サラトガ               | ホイットニーH                      | G1 | ダ9f   | 6    | 1         | 1          | 1着  | E. プラード     | 123/55.5           | 1:48.60 | 2馬身         | （Cat Thief）        |
| 0000.09.16 | ベルモントパーク       | ウッドワードS                      | G1 | ダ9f   | 5    | 5         | 5          | 1着  | E. プラード     | 126/57             | 1:50.53 | アタマ        | （Behrens）          |
| 0000.10.14 | ベルモントパーク       | ジョッキークラブ金杯               | G1 | ダ10f  | 7    | 4         | 4          | 5着  | E. プラード     | 126/57             |         | （9馬身1/2）  | Albert the Great     |
| 0000.11.04 | チャーチルダウンズ     | ブリーダーズカップ・クラシック     | G1 | ダ10f  | 13   | 6         | 7          | 5着  | E. プラード     | 126/57             |         | （5馬身1/4）  | Tiznow               |

1. ↑  1位入線

## 引退後
2001年よりケンタッキー州のレーンズエンドファームで種牡馬となり、初年度の種付料は10万ドルに設定される。2006年に産駒のレモンズフォーエヴァーがケンタッキーオークスを制した。日本では産駒のアポロキングダムが競走生活を送ったのち種牡馬に、またビーチパトロールが輸入されて2019年から種牡馬として供用されている。
2021年1月に種牡馬を引退、種牡馬引退後も引き続きレーンズエンドファームで繋養される。
2024年、レーンズエンドファームで死去したことが2024年12月13日に分かった。28歳没。

### 主な産駒
- 2003年生
  - Lemons Forever（ケンタッキーオークス）[14]
  - Citronnade（ゲイムリーブリーダーズカップハンデキャップ）[15]
- 2004年生
  - Christmas Kid（アッシュランドステークス）[16]
  - Santa Teresita（サンタマリアハンデキャップ）[17]
- 2005年生
  - Richard's Kid（パシフィッククラシックステークス連覇、グッドウッドステークス）[18]
- 2009年生
  - Somali Lemonade（ダイアナステークス）[19]
- 2011年生
  - Cannock Chase（カナディアンインターナショナルステークス）[20]
- 2013年生
  - Beach Patrol（アーリントンミリオンステークス、ジョーハーシュ・ターフクラシック招待、セクレタリアトステークス）[21]
- 2018年生
  - レモンポップ（根岸ステークス、フェブラリーステークス、マイルチャンピオンシップ南部杯連覇、チャンピオンズカップ連覇、さきたま杯）[22]

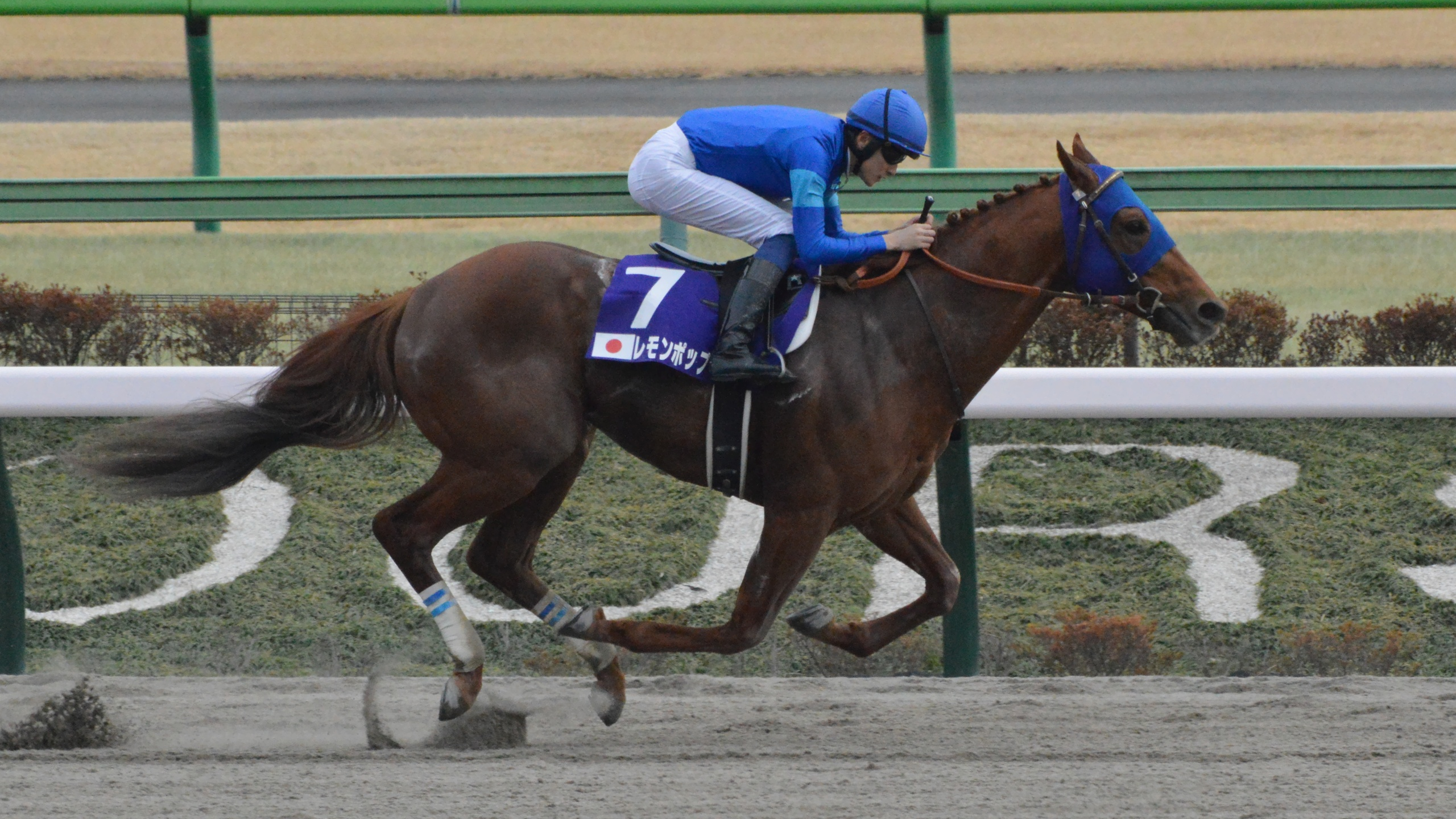
レモンポップ（2018年産）

### ブルードメアサイアーとしての主な産駒
- 2009年産
  - Elusive Kate （父Elusive Quality：マルセルブサック賞、ロートシルト賞連覇、ファルマスステークス）[23]
- 2010年産
  - Lochte（父Medaglia d'Oro：ガルフストリームパークターフハンデキャップ）[24]
  - Tamarkuz（父Speightstown : ブリーダーズカップ・ダートマイル）
- 2012年産
  - Forever Unbridled（父Unbridled's Song：アップルブロッサムハンデキャップ、ベルデイムステークス、ブリーダーズカップ・ディスタフ、パーソナルエンスンハンデキャップ）[25]
  - Divisidero（父Kitten's Joy：オールドフォレスター・ターフクラシックステークス2回）[26]
  - Finest City（父City Zip：ブリーダーズカップ・フィリー&メアスプリント）[27]
  - Bar of Gold（父Medaglia d'Oro：ブリーダーズカップ・フィリー&メアスプリント）
- 2014年産
  - Yellow Agate（父Gemologist : フリゼットステークス）
- 2015年産
  - メイショウテッコン（父マンハッタンカフェ：ラジオNIKKEI賞、日経賞）[28]
- 2016年産
  - Digital Age（父Invincible Spirit : オールドフォレスター・ターフクラシックステークス）
  - ザダル（父トーセンラー：エプソムカップ、京都金杯）
- 2018年産
  - Queen Goddess（父Empire Maker : アメリカンオークス）
- 2019年産
  - Eda（父Munnings : スターレットステークス）
  - Courage Mon Ami（父Frankel : ゴールドカップ）
  - Spirit Of St Louis（父Medaglia d'Oro : ペガサスワールドカップターフ、オールドフォレスター・ターフクラシックステークス）

## 血統表
| レモンドロップキッドの血統     | レモンドロップキッドの血統     | レモンドロップキッドの血統 | （血統表の出典）         | （血統表の出典） |
| 父系                           | ミスタープロスペクター系       | ミスタープロスペクター系   | ミスタープロスペクター系 | [ § 2 ]          |
| 父 Kingmambo 1990 鹿毛         | 父の父Mr. Prospector 1970 鹿毛 | Raise a Native             | Native Dancer            | Native Dancer    |
| 父 Kingmambo 1990 鹿毛         | 父の父Mr. Prospector 1970 鹿毛 | Raise a Native             | Raise You                |                  |
| 父 Kingmambo 1990 鹿毛         | 父の父Mr. Prospector 1970 鹿毛 | Gold Digger                | Nashua                   | Nashua           |
| 父 Kingmambo 1990 鹿毛         | 父の父Mr. Prospector 1970 鹿毛 | Gold Digger                | Sequence                 |                  |
| 父 Kingmambo 1990 鹿毛         | 父の母Miesque 1984 鹿毛        | Nureyev                    | Northern Dancer          | Northern Dancer  |
| 父 Kingmambo 1990 鹿毛         | 父の母Miesque 1984 鹿毛        | Nureyev                    | Special                  |                  |
| 父 Kingmambo 1990 鹿毛         | 父の母Miesque 1984 鹿毛        | Pasadoble                  | Prove Out                | Prove Out        |
| 父 Kingmambo 1990 鹿毛         | 父の母Miesque 1984 鹿毛        | Pasadoble                  | Santa Quilla             |                  |
| 母 Charming Lassie 1987 黒鹿毛 | 母の父Seattle Slew 1974 黒鹿毛 | Bold Reasoning             | Boldnesian               | Boldnesian       |
| 母 Charming Lassie 1987 黒鹿毛 | 母の父Seattle Slew 1974 黒鹿毛 | Bold Reasoning             | Reason to Earn           |                  |
| 母 Charming Lassie 1987 黒鹿毛 | 母の父Seattle Slew 1974 黒鹿毛 | My Charmer                 | Poker                    | Poker            |
| 母 Charming Lassie 1987 黒鹿毛 | 母の父Seattle Slew 1974 黒鹿毛 | My Charmer                 | Fair Charmer             |                  |
| 母 Charming Lassie 1987 黒鹿毛 | 母の母Lassie Dear 1974 鹿毛    | Buckpasser                 | Tom Fool                 | Tom Fool         |
| 母 Charming Lassie 1987 黒鹿毛 | 母の母Lassie Dear 1974 鹿毛    | Buckpasser                 | Busanda                  |                  |
| 母 Charming Lassie 1987 黒鹿毛 | 母の母Lassie Dear 1974 鹿毛    | Gay Missile                | Sir Gaylord              | Sir Gaylord      |
| 母 Charming Lassie 1987 黒鹿毛 | 母の母Lassie Dear 1974 鹿毛    | Gay Missile                | Missy Baba               |                  |
| 母系(F-No.)                    | (FN:3-l)                       | (FN:3-l)                   | (FN:3-l)                 | [ § 3 ]          |
| 5代内の近親交配                | アウトブリード                 | アウトブリード             | アウトブリード           | [ § 4 ]          |
| 出典                           | 1. 2. 3. 4.                    | 1. 2. 3. 4.                | 1. 2. 3. 4.              | 1. 2. 3. 4.      |

- 半弟にスタチューオブリバティ（コヴェントリーステークス。日本輸入種牡馬）、近親にエーピーインディ、デュークオブマーマレード、ルーラーオブザワールド[30]